# Зайниев, Нуриддин Зайниевич
Нуриддин Зайниевич Зайниев (узб. Nuriddin Zayniyevich Zayniyev; 1952 — 2015) — узбекский государственный деятель, хоким Кашкадарьинского вилоята (26 декабря 2002 — 30 ноября 2011). Считается одним из покровителей кашкадарьинского футбола, и ФК «Насаф» в частности, который до сих пор остаётся единственной узбекской командой, выигравшей континентальный турнир, а именно Кубок АФК в 2011 году.

## Биография
- Член КПСС с 1973 года.
- В 1990 году закончил аспирантуру Академии общественных наук при ЦК КПСС[1].
- В 1990–1991 году — секретарь Кашкадарьинского обкома партии.

До 2002 года руководил Мубарекским газоперерабатывающим заводом. 26 декабря 2002 по указу Президента Ислама Каримова возглавил администрацию Кашкадарьинского вилоята. 30 ноября 2011 года освобождён от должности хокима.
В 1999 году был избран депутатом Олий Мажлиса (парламента) Узбекистана II созыва от НДПУ (227-й Мубарекский округ).
После продолжительной болезни скончался 3 февраля 2015 года в Ташкенте. Похоронен в Карши.